# Ganglioneuroblastom
Ganglioneuroblastom je varianta neuroblastomu, která je obklopena ganglii. Ganglioneuroblastom obsahuje zralé i nezralé buňky.